# Michiel Dudok van Heel
Michiel Dudok van Heel (ur. 9 października 1924 w Huizen, zm. 20 października 2003 w Santa Cristina de Aro) – holenderski żeglarz, olimpijczyk.
Na regatach rozegranych podczas Letnich Igrzysk Olimpijskich 1952 wystąpił w klasie Dragon zajmując 6 pozycję. Załogę jachtu Thalatta tworzył również jego brat Biem Dudok van Heel oraz Wim van Duyl.